# Międzynarodowa Federacja Ginekologii i Położnictwa
 Międzynarodowa Federacja Ginekologii i Położnictwa, Międzynarodowa Federacja Ginekologów i Położników (FIGO, fr. Fédération internationale de gynécologie et d'obstétrique) – organizacja pozarządowa zrzeszająca lekarzy specjalistów położnictwa i ginekologii z całego świata. Jej celem jest „osiągnięcie najwyższych możliwych standardów fizycznego, psychicznego i seksualnego zdrowia oraz dobrobytu kobiet w ciągu całego ich życia”.

## Historia i struktura
FIGO została ustanowiona na bazie organizacji zrzeszającej 42 narodowe towarzystwa ginekologiczne, na spotkaniu założycielskim 26 lipca 1954 roku w Genewie. Skupia 113 towarzystw członkowskich.
Władzę sprawuje zarząd składający się z 6 urzędników i reprezentantów 24 towarzystw członkowskich. Odpowiedzialny jest za politykę federacji i sprawy administracyjne. Jego prawa i obowiązki zawarte są w konstytucji FIGO. Co trzy lata, w czasie Światowego Kongresu Ginekologii i Położnictwa, odbywa się walne zgromadzenie delegatów i wybory zarządu.
Siedziba główna FIGO mieści się pod adresem: 42 Rue du 31 décembre, Genewa (Szwajcaria).
Organizacja finansowana jest ze składek towarzystw członkowskich, grantów, programów edukacyjnych i wpływów ze Światowego Kongresu.

## Działalność
Co trzy lata FIGO organizuje Światowy Kongres Ginekologii i Położnictwa. Finansuje programy stypendialne, granty, wydania książek. Przygotowuje raporty dotyczące zdrowia kobiet. Nadzoruje liczne projekty mające na celu redukcję śmiertelności matek i niemowląt w krajach rozwijających się.
Odpowiednie komitety wchodzące w skład FIGO zajmują się poszczególnymi zagadnieniami ginekologii i położnictwa. Ich prace dotyczą między innymi:
- onkologii ginekologicznej
- chorób przenoszonych drogą płciową/AIDS
- opieki perinatalnej
- edukacji
- sytuacji kobiet-ginekologów w zawodzie
- świadomego macierzyństwa
- chorób sutka
- zachowań społecznych mających wpływ na zdrowie kobiet
- nowych technologii
- zagadnień etycznych

Zespoły ekspertów wydają akceptowane na całym świecie wytyczne na temat oceny, diagnostyki i leczenia schorzeń ginekologiczno-położniczych. Przykładem jest klasyfikacja TNM zaawansowania nowotworów narządów rozrodczych.